# FC Zwolle in het seizoen 2009/10
Het seizoen 2009/2010 was het 99e jaar in het bestaan van de Zwolse voetbalclub FC Zwolle. De club kwam uit in de Nederlandse Eerste Divisie en nam deel aan het toernooi om de KNVB beker.

## Wedstrijdstatistieken

### Oefenduels
| Datum + plaats          | Wedstrijd                        | Uitslag       | Scoreverloop |
| ----------------------- | -------------------------------- | ------------- | --- |
| 11 juli 2009 Mariënberg | FC Zwolle – FC Twente            | 0 – 2 (0 – 1) | 2' Douglas 0–1, 80' Youssouf Hersi 0–2 |
| 13 juli 2009 Wezep      | Olympiakos Piraeus – FC Zwolle   | 3 – 0 (1 – 0) | 17' Konstantinos Mitroglou 1–0, 66' Dudu Cearense 2–0, 17' Diogo 3–0 |
| 18 juli 2009 Utrecht    | FC Utrecht – FC Zwolle           | 5 – 1 (4 – 1) | 11' Jan Wuytens 1–0, 16' Ricky van Wolfswinkel 2–0, 30' Ricky van Wolfswinkel 3–0, 34' Martin Guarino 3–1, 43' Jacob Mulenga 4–1, 71' Jacob Mulenga 5–1                                          |
| 21 juli 2009 Garderen   | Regioteam – FC Zwolle            | –             | Afgelast in verband met onstuimige weersomstandigheden. Verplaatst naar 29 juli 2009 |
| 23 juli 2009 Kampen     | FC Zwolle – Jong PSV             | 0 – 0         | – |
| 25 juli 2009 Hasselt    | VV Olympia '28 (ama) – FC Zwolle | 0 – 7 (0 – ?) | Gergö Beliczky 0–1, Cees Keizer 0–2, Albert van der Haar 0–3, Gergö Beliczky 0–4, Danny Schreurs 0–5, Danny Schreurs 0–6, Dominggus Lim-Duan 0–7,                                                |
| 27 juli 2009 Hasselt    | FC Zwolle – Gaziantepspor        | 2 – 2 (1 – 0) | 23' Eric Botteghin 1–0, 54' Julio de Cesar de Souza 1–1, 75' Rodrigo Tabata 1–2, 86' Dominggus Lim-Duan 2–2,                                                                                     |
| 29 juli 2009 Garderen   | Regioteam – FC Zwolle            | 0 – 8 (0 – 4) | 16' Eric Botteghin 0–1, 34' Cees Keizer 0–2, 36' Gergö Beliczky 0–3, 44' Eric Botteghin 0–4, 54' Albert van der Haar 0–5, 56' Martin Guarino 0–6, 62' Eric Botteghin 0–7, 79' Danny Schreurs 0–8 |
|                         |                                  |               | |
| 8 januari 2010 Hennef   | Bonner SC – FC Zwolle            | –             | Afgelast wegens hevige sneeuwval. |
| 11 januari 2010 Zwolle  | FC Zwolle – VV Berkum (ama)      | 1 – 2 (0 – 0) | 78' Danny Schreurs 1–0, 83' Jean Paul Ndizeye 1–1, 87' Randy van der Weide 1–2 |

### Eerste divisie
| 1e speelronde                                                                                                  | AGOVV Apeldoorn | 2 – 0 (1 – 0) | FC Zwolle                                                                                | Opstelling FC Zwolle: |  |
| 7 augustus 2009 Plaats: Apeldoorn Sportpark Berg & Bos Toeschouwers: 2.913 Scheidsrechter: Tom van Sichem      | Julius Wille 29' Nacer Chadli 55'                                                                                   |               |                                                                                          | Boer, Bakkati, Botteghin, Kras, Guarino, Reijnen (65' Keizer), Van der Haar , Bakker (46' Vossebelt), Van Polen, Rojer (69' Justiana), Beliczky Van Polen, Botteghin                            |  |
| 2e speelronde                                                                                                  | FC Zwolle | 0 – 0         | FC Emmen                                                                                 | Opstelling FC Zwolle: |  |
| 14 augustus 2009 Plaats: Zwolle FC Zwolle Stadion Toeschouwers: 5.121 Scheidsrechter: Raymond van Meenen       | |               |                                                                                          | Boer, Van der Wal, Botteghin, Kras, Guarino, Reijnen, Van der Haar , Rojer, Bakker (84' Justiana), Keizer (58' Vossebelt), Van Polen (69' Beliczky) Kras                                        |  |
| 3e speelronde                                                                                                  | FC Oss | 2 – 1 (1 – 1) | FC Zwolle                                                                                | Opstelling FC Zwolle: |  |
| 21 augustus 2009 Plaats: Oss Heesen Yachts Stadion Toeschouwers: 1.903 Scheidsrechter: Mario Diks              | Karim Fachtali 54' Eric Botteghin (e.d.) 83'                                                                        |               | 14' Eldridge Rojer                                                                       | Boer, Van der Wal, Botteghin, Kras, Guarino, Reijnen, Van der Haar , Vossebelt (79' Bakkati), Van Polen (69' Bakker), Schreurs, Rojer Bakkati                                                   |  |
| 4e speelronde                                                                                                  | FC Zwolle | 3 – 5 (3 – 1) | FC Dordrecht                                                                             | Opstelling FC Zwolle: |  |
| 24 augustus 2009 Plaats: Zwolle FC Zwolle Stadion Toeschouwers: 4.830 Scheidsrechter: Serdar Gözübüyük         | Eldridge Rojer 22' Ruud Kras 31' Albert van der Haar 44'                                                            |               | 12' Sven Delanoy 54' Género Zeefuik 59' Johan Versluis 73' Guy Ramos 90'Juanito Sequeira | Boer, Bakkati (76' Beliczky), Botteghin, Kras, Guarino (74' Keizer), Reijnen, Van der Haar , Van Polen, Vossebelt (46' Bakker), Rojer, Schreurs Vossebelt                                       |  |
| 5e speelronde                                                                                                  | FC Volendam | 0 – 3 (0 – 0) | FC Zwolle                                                                                | Opstelling FC Zwolle: |  |
| 28 augustus 2009 Plaats: Volendam Kras Stadion Toeschouwers: 3.399 Scheidsrechter: Jeroen Sanders              | |               | 79' (pen) Albert van der Haar 81' Eldridge Rojer 84' Niek Vossebelt                      | Boer, Bakkati, Botteghin, Kras, Guarino, Reijnen, Van der Haar , Van Polen (76' Keizer), Vossebelt, Rojer (87' Van der Wal), Schreurs (63' Bakker) Keizer                                       |  |
| 6e speelronde                                                                                                  | FC Zwolle | 2 – 2 (0 – 2) | De Graafschap                                                                            | Opstelling FC Zwolle: |  |
| 4 september 2009 Plaats: Zwolle FC Zwolle Stadion Toeschouwers: 5.340 Scheidsrechter: Björn Kuipers            | Eldridge Rojer 69' Cecilio Lopes 87'                                                                                |               | 36' Berry Powel 39' Jordy Buijs                                                          | Boer, Van der Wal, Botteghin, Kras, Guarino, Reijnen, Slot, Van der Haar , Rojer, Lopes, Vossebelt (67' Schreurs)                                                                               |  |
| 7e speelronde                                                                                                  | RBC Roosendaal | 0 – 0         | FC Zwolle                                                                                | Opstelling FC Zwolle: |  |
| 11 september 2009 Plaats: Roosendaal MariFlex Stadion Toeschouwers: 2.300 Scheidsrechter: Jack van Hulten      | |               |                                                                                          | Boer, Van der Wal, Botteghin, Kras, Guarino (58' Bakkati), Reijnen, Slot, Van der Haar (27' Keizer), Rojer (70' Schreurs), Lopes, Vossebelt Boer, Guarino, Vossebelt                            |  |
| 8e speelronde                                                                                                  | FC Zwolle | 1 – 0 (0 – 0) | Go Ahead Eagles                                                                          | Opstelling FC Zwolle: |  |
| 20 september 2009 Plaats: Zwolle FC Zwolle Stadion Toeschouwers: 7.210 Scheidsrechter: Richard Liesveld        | Danny Schreurs 74'                                                                                                  | IJsselderby   |                                                                                          | Boer, Van der Wal, Botteghin , Kras, Bakkati (70' Schreurs), Reijnen, Vossebelt (61' Van Polen), Keizer, Lopes, Slot, Rojer (86' Bakker) Reijnen, Van Polen, Slot                               |  |
| 9e speelronde                                                                                                  | Fortuna Sittard | 0 – 2 (0 – 0) | FC Zwolle                                                                                | Opstelling FC Zwolle: |  |
| 27 september 2009 Plaats: Sittard Fortuna Stadion Toeschouwers: 2.743 Scheidsrechter: Ruud Bossen              | |               | 59' Eldridge Rojer 90' Gergö Beliczky                                                    | Boer, Van der Wal, Botteghin , Kras, Bakkati, Reijnen, Bakker (61' Schreurs), Van Polen, Slot (76' Vossebelt), Lopes, Rojer (90' Beliczky)                                                      |  |
| 10e speelronde                                                                                                 | FC Zwolle | 2 – 1 (1 – 0) | MVV                                                                                      | Opstelling FC Zwolle: |  |
| 2 oktober 2009 Plaats: Zwolle FC Zwolle Stadion Toeschouwers: 5.120 Scheidsrechter: Serdar Gözübüyük           | Ruud Kras 36' Ruud Kras 82'                                                                                         |               | 64' Philipp Haastrup                                                                     | Boer, Van der Wal, Botteghin, Kras, Bakkati (56' Vossebelt), Reijnen, Van der Haar , Van Polen (81' Slot), Keizer (75' Bakker), Lopes, Rojer                                                    |  |
| 11e speelronde                                                                                                 | FC Omniworld | 0 – 0         | FC Zwolle                                                                                | Opstelling FC Zwolle: |  |
| 9 oktober 2009 Plaats: Almere Mitsubishi Forklift-Stadion Toeschouwers: 1.163 Scheidsrechter: Ben Haverkort    | |               |                                                                                          | Boer, Van der Wal, Botteghin, Kras, Van der Haar , Reijnen, Slot, Keizer (46' Vossebelt), Van Polen (77' Beliczky), Lopes (78' Bakker), Rojer                                                   |  |
| 12e speelronde                                                                                                 | Excelsior | 3 – 0 (1 – 0) | FC Zwolle                                                                                | Opstelling FC Zwolle: |  |
| 16 oktober 2009 Plaats: Rotterdam Stadion Woudestein Toeschouwers: 2.184 Scheidsrechter: Danny Makkelie        | Kermit Erasmus 5' Adnan Alisic 47' Guyon Fernandez 86'                                                              |               |                                                                                          | Boer, Van Polen, Botteghin, Kras (78' Keizer), Van der Haar , Reijnen, Slot, Vossebelt, Rojer (80' Guarino), Lopes, Beliczky (71' Bakker) Botteghin                                             |  |
| 13e speelronde                                                                                                 | FC Zwolle | 1 – 2 (1 – 0) | BV Veendam                                                                               | Opstelling FC Zwolle: |  |
| 23 oktober 2009 Plaats: Zwolle FC Zwolle Stadion Toeschouwers: 5.120 Scheidsrechter: Dick van Egmond           | Cecilio Lopes 30'                                                                                                   |               | 47' Michael de Leeuw 68' Tjeerd Korf                                                     | Boer, Van der Wal, Botteghin, Kras, Van der Haar , Reijnen (84' Beliczky), Van Polen (73' Keizer), Vossebelt, Slot, Lopes, Rojer (57' Bakker) Lopes, Vossebelt, Botteghin                       |  |
| - Op 29 oktober is trainer Jan Everse op non-actief gesteld.                                                   | |               |                                                                                          | |  |
| 14e speelronde                                                                                                 | FC Zwolle | 3 – 1 (2 – 0) | Helmond Sport                                                                            | Opstelling FC Zwolle: |  |
| 30 oktober 2009 Plaats: Zwolle FC Zwolle Stadion Toeschouwers: 4.648 Scheidsrechter: Jeroen Sanders            | Gergö Beliczky 3' Eldridge Rojer 35' Erik Bakker 79'                                                                |               | 75' Jeroen Veldmate                                                                      | Boer, Bakkati, Botteghin, Kras, Van der Haar , Reijnen, Vossebelt (61' Keizer), Beliczky, Rojer (73' Bakker), Slot, Lopes (83' Guarino) Kras, Reijnen, Beliczky                                 |  |
| - Claus Boekweg en Jaap Stam nemen de taken van Jan Everse over als interim-trainers.                          | |               |                                                                                          | |  |
| 15e speelronde                                                                                                 | Telstar | 2 – 3 (1 – 1) | FC Zwolle                                                                                | Opstelling FC Zwolle: |  |
| 6 november 2009 Plaats: Velsen-Zuid TATA Steel Stadion Toeschouwers: 1.894 Scheidsrechter: Bart van der Scheer | Erwin Koen (pen) 11' Glynor Plet 51'                                                                                |               | 31' Etiënne Reijnen 57' Eldridge Rojer 63' Arne Slot                                     | Boer, Bakkati, Botteghin, Reijnen, Van der Haar , Keizer, Beliczky, Rojer, Vossebelt, Lopes, Slot Boer, Bakkati, Reijnen, Lopes Keizer                                                          |  |
| 16e speelronde                                                                                                 | FC Zwolle | 2 – 1 (1 – 0) | FC Eindhoven                                                                             | Opstelling FC Zwolle: |  |
| 13 november 2009 Plaats: Zwolle FC Zwolle Stadion Toeschouwers: 4.769 Scheidsrechter: Jochem Kamphuis          | Cecilio Lopes 11' Cecilio Lopes 74'                                                                                 |               | 90' Leon Kantelberg                                                                      | Boer, Bakkati, Botteghin, Reijnen, Van der Haar , Bakker, Vossebelt, Beliczky (64' Kapralik), Slot, Rojer (83' Justiana), Lopes (77' Schreurs)                                                  |  |
| 17e speelronde                                                                                                 | FC Den Bosch | 1 – 1 (0 – 0) | FC Zwolle                                                                                | Opstelling FC Zwolle: |  |
| 20 november 2009 Plaats: 's-Hertogenbosch Stadion De Vliert Toeschouwers: 4.672 Scheidsrechter: Ed Janssen     | Diangi Matusiwa 87'                                                                                                 |               | 78' (pen) Albert van der Haar                                                            | Boer, Bakkati, Botteghin, Kaprálik, Van der Haar , Reijnen, Slot (83' Justiana), Keizer, Bakker (57' Vossebelt), Lopes, Rojer (71' Schreurs) Kaprálik Bakkati                                   |  |
| 18e speelronde                                                                                                 | FC Zwolle | 1 – 0 (1 – 0) | SC Cambuur                                                                               | Opstelling FC Zwolle: |  |
| 27 november 2009 Plaats: Zwolle FC Zwolle Stadion Toeschouwers: 6.823 Scheidsrechter: Ben Haverkort            | Erik Bakker 45' |               |                                                                                          | Boer, Van der Wal, Botteghin, Kaprálik, Van der Haar , Reijnen, Vossebelt, Keizer, Bakker, Lopes (73' Schreurs), Rojer (85' Beliczky) Van der Haar                                              |  |
| 19e speelronde                                                                                                 | Haarlem | 1 – 2 (0 – 1) | FC Zwolle                                                                                | Opstelling FC Zwolle: |  |
| 30 november 2009 Plaats: Haarlem Haarlemstadion Toeschouwers: 1.320 Scheidsrechter: Edwin van de Graaf         | Jeffrey van den Berg 70'                                                                                            |               | 26' Niek Vossebelt 85' Albert van der Haar                                               | Boer, Van der Wal (85' Justiana), Botteghin, Kaprálik, Van der Haar , Reijnen, Vossebelt, Keizer, Bakker, Lopes (60' Beliczky), Rojer (83' Schreurs) Schreurs                                   |  |
| - Wedstrijduitslag vervalt door faillissement van Haarlem.                                                     | |               |                                                                                          | |  |
| 20e speelronde                                                                                                 | FC Zwolle | 1 – 0 (0 – 0) | Excelsior                                                                                | Opstelling FC Zwolle: |  |
| 4 december 2009 Plaats: Zwolle FC Zwolle Stadion Toeschouwers: 7.310 Scheidsrechter: Maarten Ketting           | Erik Bakker 71' |               |                                                                                          | Boer, Kaprálik, Botteghin, Reijnen, Van der Haar , Keizer, Slot, Vossebelt, Bakker, Lopes (64' Schreurs), Rojer (88' Beliczky) Botteghin, Rojer, Schreurs                                       |  |
| 21e speelronde                                                                                                 | BV Veendam | 2 – 1 (1 – 1) | FC Zwolle                                                                                | Opstelling FC Zwolle: |  |
| 11 december 2009 Plaats: Veendam De Langeleegte Toeschouwers: 3.251 Scheidsrechter: Michel Winter              | Michael de Leeuw 29' Anco Jansen 48'                                                                                |               | 7' Arne Slot                                                                             | Boer, Kaprálik, Reijnen, Van der Haar , Keizer, Bakker, Slot, Vossebelt, Rojer (69' Beliczky), Lopes, Schreurs Bakker, Lopes, Slot, Vossebelt                                                   |  |
| 22e speelronde                                                                                                 | De Graafschap | 1 – 4 (1 – 0) | FC Zwolle                                                                                | Opstelling FC Zwolle: |  |
| 18 december 2009 Plaats: Doetinchem De Vijverberg Toeschouwers: 1.875 Scheidsrechter: Richard Liesveld         | Hugo Bargas 26' |               | 73' Niek Vossebelt 76' Danny Schreurs 88' Danny Schreurs 90' Eldridge Rojer              | Boer, Bakkati, Botteghin, Kaprálik (30' Vossebelt), Van der Haar (71' Justiana), Reijnen, Slot, Keizer, Bakker (60' Schreurs), Lopes, Rojer Bakkati                                             |  |
| 23e speelronde                                                                                                 | FC Zwolle | 6 – 1 (1 – 1) | RBC Roosendaal                                                                           | Opstelling FC Zwolle: |  |
| 17 januari 2010 Plaats: Zwolle FC Zwolle Stadion Toeschouwers: 4.156 Scheidsrechter: Sebastian van Wijk        | Arne Slot (pen) 37' Etiënne Reijnen 58' Erik Bakker 61' Erik Bakker 74' Erik Bakker 78' Maarten Boddaert (e.d.) 80' |               | 28' (pen) Sjaak Polak                                                                    | Boer, Bakkati (58' Bakker), Botteghin, Kras, Van der Haar , Reijnen, Slot (82' Keizer), Vossebelt, Schreurs, Cecilio Lopes (64' Van Polen), Rojer Boer, Botteghin, Rojer                        |  |
| - Wedstrijd verzet naar 8 februari                                                                             | |               |                                                                                          | |  |
| 24e speelronde                                                                                                 | FC Zwolle | 2 – 0 (1 – 0) | FC Omniworld                                                                             | Opstelling FC Zwolle: |  |
| 22 januari 2010 Plaats: Zwolle FC Zwolle Stadion Toeschouwers: 5.120 Scheidsrechter: Serdar Gözübüyük          | Eldridge Rojer 31' Arne Slot 64'                                                                                    |               |                                                                                          | Boer, Bakkati, Botteghin, Kras, Van der Haar (84' Van der Wal), Reijnen, Slot, Keizer, Bakker (63' Vossebelt), Schreurs, Rojer (80' Van Polen) Bakkati                                          |  |
| 25 speelronde                                                                                                  | MVV | 0 – 2 (0 – 0) | FC Zwolle                                                                                | Opstelling FC Zwolle: |  |
| 29 januari 2010 Plaats: Maastricht Geusselt Toeschouwers: 4.955 Scheidsrechter: Jack van Hulten                | |               | 55' Eric Botteghin 69' Cecilio Lopes                                                     | Boer, Bakkati, Botteghin, Kras, Van der Haar , Reijnen, Slot, Keizer (55' Vossebelt), Schreurs, Lopes, Rojer (66' Bakker) Kras, Vossebelt                                                       |  |
| 26e speelronde                                                                                                 | Helmond Sport | 2 – 0 (0 – 0) | FC Zwolle                                                                                | Opstelling FC Zwolle: |  |
| 5 februari 2010 Plaats: Helmond Stadion De Braak Toeschouwers: 2.763 Scheidsrechter: Richard Liesveld          | Johan Voskamp 54' Johan Voskamp 90'                                                                                 |               |                                                                                          | Boer, Bakkati, Botteghin, Kras, Van der Haar , Reijnen (61' Bakker), Slot, Keizer (68' Van Polen), Schreurs, Lopes, Rojer (82' Beliczky)                                                        |  |
| 27e speelronde                                                                                                 | FC Zwolle | 1 – 0 (1 – 0) | telstar                                                                                  | Opstelling FC Zwolle: |  |
| 12 februari 2010 Plaats: Zwolle FC Zwolle Stadion Toeschouwers: 4.462 Scheidsrechter: Rutger Bekebrede         | Danny Schreurs 22'                                                                                                  |               |                                                                                          | Boer, Bakkati, Botteghin, Kras, Van der Haar , Reijnen, Slot (76' Van Polen), Vossebelt, Bakker, Schreurs, Rojer (86' Keizer) Schreurs                                                          |  |
| 28e speelronde                                                                                                 | FC Eindhoven | 0 – 1 (0 – 0) | FC Zwolle                                                                                | Opstelling FC Zwolle: |  |
| 19 februari 2010 Plaats: Eindhoven Jan Louwers Stadion Toeschouwers: 2.600 Scheidsrechter: Maarten Ketting     | |               | 52' Albert van der Haar                                                                  | Boer, Bakkati, Botteghin, Kras, Van der Haar , Reijnen, Slot, Vossebelt (30' Keizer), Bakker (71' Van Polen), Schreurs, Rojer (88' Justiana) Bakkati, Vossebelt                                 |  |
| 29e speelronde                                                                                                 | FC Zwolle | 1 – 1 (1 – 0) | FC Den Bosch                                                                             | Opstelling FC Zwolle: |  |
| 26 februari 2010 Plaats: Zwolle FC Zwolle Stadion Toeschouwers: 5.312 Scheidsrechter: Ed Janssen               | Danny Schreurs 32'                                                                                                  |               | 68' Wilmer Kousemaker                                                                    | Boer, Van der Wal, Botteghin, Kras, Van der Haar , Reijnen, Slot (74' Van Polen), Keizer, Schreurs, Lopes, Rojer (86' Bakker) Van der Haar                                                      |  |
| 30e speelronde                                                                                                 | SC Cambuur | 3 – 0 (0 – 0) | FC Zwolle                                                                                | Opstelling FC Zwolle: |  |
| 5 maart 2010 Plaats: Leeuwarden Cambuurstadion Toeschouwers: 8.345 Scheidsrechter: Ruud Bossen                 | Sandor van der Heide 59' Kévin Diaz 87' Jeffrey de Visscher 90'                                                     |               |                                                                                          | Boer, Bakkati, Botteghin, Kras, Van der Haar , Reijnen, Slot, Keizer (77' Van Polen), Schreurs (87' Van den Berg), Lopes, Rojer (71' Bakker) Slot Lopes                                         |  |
| 31e speelronde                                                                                                 | FC Zwolle | 2 – 2 (1 – 0) | AGOVV Apeldoorn                                                                          | Opstelling FC Zwolle: |  |
| 8 maart 2010 Plaats: Zwolle FC Zwolle Stadion Toeschouwers: 4.781 Scheidsrechter: Björn Kuipers                | Erik Bakker 38' Arne Slot 77'                                                                                       |               | 50' (pen) Edgar Manucharyan 63' Jop van der Linden                                       | Boer, Bakkati, Botteghin, Kras (56' Kaprálik), Van der Haar , Reijnen, Slot, Keizer (73' Van den Berg), Bakker, Schreurs (90' Justiana), Rojer Boer, Bakker Van der Haar (2x geel)              |  |
| 32e speelronde                                                                                                 | Go Ahead Eagles | 1 – 0 (1 – 0) | FC Zwolle                                                                                | Opstelling FC Zwolle: |  |
| 14 maart 2010 Plaats: Deventer De Adelaarshorst Toeschouwers: 5.101 Scheidsrechter: Tom van Sichem             | Jules Reimerink (pen) 11'                                                                                           | IJsselderby   |                                                                                          | Oosterhof, Van der Wal, Botteghin , Kaprálik (63' Van Polen, Bakkati, Reijnen, Slot, Keizer (84' Justiana), Bakker, Schreurs (73' Van den Berg), Rojer Oosterhof, Van der Wal, Bakker, Schreurs |  |
| 33e speelronde                                                                                                 | FC Zwolle | – ( – )       | Haarlem                                                                                  | Opstelling FC Zwolle: |  |
| 19 maart 2010 Plaats: Zwolle FC Zwolle Stadion Toeschouwers: - Scheidsrechter: -                               | |               |                                                                                          | |  |
| - Wedstrijd vervallen door faillissement van Haarlem.                                                          | |               |                                                                                          | |  |
| 34e speelronde                                                                                                 | FC Dordrecht | 0 – 3 (0 – 1) | FC Zwolle                                                                                | Opstelling FC Zwolle: |  |
| 26 maart 2010 Plaats: Dordrecht GN Bouw Stadion Toeschouwers: 2.124 Scheidsrechter: Michel Winter              | |               | 19' Arne Slot 49' Danny Schreurs 75' Arne Slot                                           | Boer, Van der Wal, Botteghin, Reijnen, Bakkati, Slot, Schreurs (77' Van Polen), van der Haar , Lopes, Bakker, Rojer Bakker                                                                      |  |
| 35e speelronde                                                                                                 | FC Zwolle | 0 – 0         | FC Oss                                                                                   | Opstelling FC Zwolle: |  |
| 2 april 2010 Plaats: Zwolle FC Zwolle Stadion Toeschouwers: 5.431 Scheidsrechter: Serdar Gözübüyük             | |               |                                                                                          | Boer, Van der Wal, Botteghin , Reijnen, Bakkati (67' Justiana), Slot, Bakker, Keizer (38' Van Polen), Lopes, Schreurs (72' Van den Berg), Rojer Van Polen                                       |  |
| 36e speelronde                                                                                                 | FC Zwolle | 4 – 2 (2 – 2) | FC Volendam                                                                              | Opstelling FC Zwolle: |  |
| 9 april 2010 Plaats: Zwolle FC Zwolle Stadion Toeschouwers: 6.820 Scheidsrechter: Dick van Egmond              | Danny Schreurs 40' Cecilio Lopes 43' Eldridge Rojer 50' Etiënne Reijnen 88'                                         |               | 13' Dominique van Dijk 44' Jack Tuijp                                                    | Boer, Van der Wal, Botteghin , Kaprálik, Tissingh, Reijnen, Bakker, Van Polen, Schreurs, Lopes, Rojer Reijnen                                                                                   |  |
| 37e speelronde                                                                                                 | FC Emmen | 0 – 3 (0 – 2) | FC Zwolle                                                                                | Opstelling FC Zwolle: |  |
| 16 april 2010 Plaats: Emmen Univé Stadion Toeschouwers: 7.813 Scheidsrechter: Raymond van Meenen               | |               | 10' Cecilio Lopes 33' Danny Schreurs 84' Eldridge Rojer                                  | Boer, Van der Wal, Botteghin , Reijnen, Tissingh, Slot, Van Polen (77' Van den Berg), Justiana, Schreurs, Lopes, Rojer (86' Guarino)                                                            |  |
| 38e speelronde                                                                                                 | FC Zwolle | 3 – 0 (1 – 0) | Fortuna Sittard                                                                          | Opstelling FC Zwolle: |  |
| 23 april 2010 Plaats: Zwolle FC Zwolle Stadion Toeschouwers: 6.325 Scheidsrechter: Jeroen Sanders              | Cecilio Lopes 26' Eldridge Rojer 50' Danny Schreurs 90'                                                             |               |                                                                                          | Boer, Van der Wal, Kaprálik, Reijnen, Bakkati, Van Polen, Bakker (68' Van den Berg), Van der Haar , Schreurs, Lopes (87' Justiana), Rojer                                                       |  |

### Playoffs promotie/degradatie
| 2e speelronde | FC Zwolle                                                                                     | 0 – 1 (0 – 1) | Excelsior                                       | Opstelling FC Zwolle: |
| 6 mei 2010 Plaats: Zwolle FC Zwolle Stadion Toeschouwers: 5.952 Scheidsrechter: Richard Liesveld                                                         |                                                                                               |               | 10' Guyon Fernandez                             | Boer, Van der Wal, Kaprálik, Reijnen, Bakkati, Van Polen (72' Vossebelt), Slot, Van der Haar , Schreurs, Lopes, Rojer Slot                                                             |
| - Vanwege de resultaten in de competitie (4e) mocht FC Zwolle de eerste ronde van de playoffs overslaan en in de tweede ronde beginnen (tegen de nr. 3). |                                                                                               |               |                                                 | |
| 2e speelronde | Excelsior                                                                                     | 4 – 3 (2 – 2) | FC Zwolle                                       | Opstelling FC Zwolle: |
| 9 mai 2010 Plaats: Rotterdam Stadion Woudestein Toeschouwers: 2.658 Scheidsrechter: Reinold Wiedemeijer                                                  | Guyon Fernandez (pen) 7' Leen van Steensel 45' Norichio Nieveld 71' Guyon Fernandez (pen) 74' |               | 13' Zdenko Kaprálik 40' Arne Slot 72' Arne Slot | Boer, Botteghin, Kaprálik (71' Tissingh), Reijnen (74' Oosterhof), Bakkati, Slot, Bakker (61' Vossebelt), Van der Haar , Schreurs, Lopes, Rojer Bakkati, Kaprálik, Lopes, Reijnen Boer |

### KNVB beker
| 2e ronde | Sparta Nijkerk                                                   | 2 – 2 (1 – 0, 1 – 1, 2 – 1) | FC Zwolle                                                                                               | Opstelling FC Zwolle: |
| 23 september 2009 Aanvangstijd: 17:00 uur Plaats: Nijkerk De Ebbenhorst Toeschouwers: 2.000 Scheidsrechter: Jordy de Goeij      | Tim Muller 19' Niels Vlugt 100' – Stefan Fredriksen David Coonen | Strafschoppen:              | 76' Bram van Polen 120' Cecilio Lopes Ruud Kras Danny Schreurs Etiënne Reijnen Eldridge Rojer Arne Slot | Boer, Van der Wal (35' Schreurs), Kras, Kaprálik, Bakkati, Keizer, Reijnen, Van Polen (105' Bakker), Rojer, Lopes, Vossebelt (46' Slot) Reijnen, Van Polen, Slot |
| 3e ronde | Jong De Graafschap                                               | 1 – 0 n.v.                  | FC Zwolle                                                                                               | Opstelling FC Zwolle: |
| 27 oktober 2009 Aanvangstijd: 20:00 uur Plaats: Doetinchem De Vijverberg Toeschouwers: 1.500 Scheidsrechter: Raymond van Meenen | Tim Keurntjes 97'                                                |                             | | Boer (46' Kerklaan), Bakkati, Botteghin, Kras, Van der Haar , Keizer (80' Reijnen), Bakker (62' Rojer), Vossebelt, Lopes, Slot, Beliczky Rojer, Bakkati          |

## Selectie en technische staf

### Selectie 2009/10
| Nr.           |                     | Naam                 | Competitie | Competitie | Beker      | Beker      | Play-offs  | Play-offs  | Totaal     | Totaal     | Contract   | Seizoen    | Vorige club        | Debuut           |
| Nr.           | W                   | Naam                 |            | W          |            | W          |            | W          |            |            | Contract   | Seizoen    | Vorige club        | Debuut           |
| Doelmannen    | Doelmannen          | Doelmannen           | Doelmannen | Doelmannen | Doelmannen | Doelmannen | Doelmannen | Doelmannen | Doelmannen | Doelmannen | Doelmannen | Doelmannen | Doelmannen         | Doelmannen       |
| ------------- | ------------------- | -------------------- | ---------- | ---------- | ---------- | ---------- | ---------- | ---------- | ---------- | ---------- | ---------- | ---------- | ------------------ | ---------------- |
| -             | Vlag van Nederland  | Diederik Boer        | 36         | 0          | 2          | 0          | 2          | 0          | 40         | 0          | 2014       | 9e         | Jeugd              | 8 maart 2003     |
| -             | Vlag van Nederland  | Dolf Kerklaan        | 0          | 0          | 1          | 0          | 0          | 0          | 1          | 0          | 2010       | 2e         | Sparta Rotterdam   | 12 december 2008 |
| -             | Vlag van Nederland  | René Oosterhof       | 1          | 0          | 0          | 0          | 1          | 0          | 2          | 0          | 2010       | 1e         | Jeugd              | 14 maart 2010    |
| Verdedigers   |                     |                      |            |            |            |            |            |            |            |            |            |            |                    |                  |
| -             | Vlag van Nederland  | Said Bakkati         | 25         | 0          | 2          | 0          | 2          | 0          | 29         | 0          | 2010       | 1e         | Go Ahead Eagles    | 8 augustus 2009  |
| -             | Vlag van Brazilië   | Eric Botteghin       | 35         | 1          | 1          | 0          | 1          | 0          | 37         | 1          | 2011       | 4e         | SC Internacional   | 26 januari 2007  |
| -             | Vlag van Argentinië | Martin Guarino       | 11         | 0          | 0          | 0          | 0          | 0          | 11         | 0          | 2010       | 1e         | Boca Juniors       | 8 augustus 2009  |
| -             | Vlag van Nederland  | Albert van der Haar  | 31         | 5          | 1          | 0          | 2          | 0          | 34         | 5          | 2010       | 14e        | Willem II          | 27 augustus 1994 |
| -             | Vlag van Slowakije  | Zdenko Kaprálik      | 11         | 0          | 1          | 0          | 2          | 1          | 14         | 1          | 2010       | 2e         | Inter Bratislava   | 8 augustus 2008  |
| -             | Vlag van Nederland  | Ruud Kras            | 23         | 3          | 2          | 0          | 0          | 0          | 25         | 3          | 2012       | 2e         | FC Dordrecht       | 16 augustus 2002 |
| -             | Vlag van Nederland  | Gieljan Tissingh     | 2          | 0          | 0          | 0          | 1          | 0          | 3          | 0          | 2010       | 1e         | Jeugd              | 9 april 2010     |
| -             | Vlag van Nederland  | Dennis van der Wal   | 20         | 0          | 1          | 0          | 1          | 0          | 22         | 0          | 2012       | 6e         | Jeugd              | 14 maart 2005    |
| -             | Vlag van Nederland  | Erik Wisse           | 0          | 0          | 0          | 0          | 0          | 0          | 0          | 0          | 2010       | 1e         | Jeugd              | —                |
| Middenvelders |                     |                      |            |            |            |            |            |            |            |            |            |            |                    |                  |
| -             | Vlag van Nederland  | Erik Bakker          | 34         | 7          | 2          | 0          | 1          | 0          | 37         | 7          | 2012       | 3e         | Jeugd              | 10 augustus 2007 |
| -             | Vlag van Nederland  | Cees Keizer          | 29         | 0          | 2          | 0          | 0          | 0          | 31         | 0          | 2010       | 2e         | Vitesse            | 6 februari 2009  |
| -             | Vlag van Nederland  | Dominggus Lim-Duan   | 0          | 0          | 0          | 0          | 0          | 0          | 0          | 0          | 2010       | 8e         | FC Eindhoven       | 21 augustus 2000 |
| -             | Vlag van Nederland  | Etiënne Reijnen      | 37         | 3          | 2          | 0          | 2          | 0          | 41         | 3          | 2010       | 5e         | Vitesse            | 24 maart 2006    |
| -             | Vlag van Nederland  | Arne Slot            | 28         | 7          | 2          | 0          | 2          | 2          | 32         | 9          | Huur       | 8e         | Sparta Rotterdam   | 14 oktober 1995  |
| -             | Vlag van Nederland  | Niek Vossebelt       | 27         | 3          | 2          | 0          | 2          | 0          | 31         | 3          | —          | 1e         | Jeugd              | 8 augustus 2009  |
| Aanvallers    |                     |                      |            |            |            |            |            |            |            |            |            |            |                    |                  |
| -             | Vlag van Hongarije  | Gergö Beliczky       | 15         | 2          | 0          | 0          | 0          | 0          | 15         | 2          | 2010       | 1e         | Vasas Boedapest    | 7 augustus 2010  |
| -             | Vlag van Nederland  | Jeffrey van den Berg | 6          | 0          | 0          | 0          | 0          | 0          | 6          | 0          | Amateur    | 1e         | Haarlem            | 15 maart 2010    |
| -             | Vlag van Nederland  | Gillian Justiana     | 13         | 0          | 0          | 0          | 0          | 0          | 13         | 0          | —          | 1e         | Be Quick '28 (ama) | 8 augustus 2009  |
| -             | Vlag van Nederland  | Cecilio Lopes        | 27         | 8          | 2          | 1          | 2          | 0          | 31         | 9          | Huur       | 1e         | sc Heerenveen      | 4 september 2009 |
| -             | Vlag van Nederland  | Bram van Polen       | 24         | 0          | 1          | 1          | 1          | 0          | 26         | 1          | 2011       | 3e         | Vitesse            | 12 oktober 2007  |
| -             | Vlag van Nederland  | Eldridge Rojer       | 37         | 12         | 2          | 0          | 2          | 0          | 41         | 12         | 2010       | 1e         | Excelsior          | 8 augustus 2009  |
| -             | Vlag van Nederland  | Danny Schreurs       | 29         | 9          | 1          | 0          | 2          | 0          | 32         | 9          | 2011       | 1e         | Fortuna Sittard    | 21 augustus 2009 |
| Nr.           |                     | Naam                 | W          |            | W          |            | W          |            | W          |            | Contract   | Seizoen    | Vorige club        | Debuut           |
| Nr.           | Competitie          | Competitie           | Beker      | Beker      | Play-offs  | Play-offs  | Totaal     | Totaal     |            |            | Contract   | Seizoen    | Vorige club        | Debuut           |

### Technische staf
| Naam               | Functie                   |
| ------------------ | ------------------------- |
| Claus Boekweg      | Interim-Trainer           |
| Jaap Stam          | Interim-Trainer/Teamcoach |
| Sierd van der Berg | Keeperstrainer            |
| Erwin Vloedgraven  | Verzorger                 |
| Jos Lemmens        | Clubarts                  |
| Mineke Vegter      | Sportarts                 |
| Isaak Teunis       | Teambegeleider            |
| Jacco Teunis       | Teambegeleider            |
| Jerome Mulder      | Facilitair Medewerker     |
| Bert Evers         | Fysiotherapeut            |

## Statistieken FC Zwolle 2009/2010

### Eindstand FC Zwolle in de Nederlandse Eerste divisie 2009 / 2010
| Stand | Gespeeld | Gewonnen | Gelijk | Verloren | Punten | Doelpunten voor | Doelpunten tegen | Gele kaarten | Rode kaarten |
| ----- | -------- | -------- | ------ | -------- | ------ | --------------- | ---------------- | ------------ | ------------ |
| 4e    | 36       | 19       | 8      | 9        | 65     | 59              | 37               | 58           | 4            |

### Topscorers
| #              | Naam                              | Goal |
| -------------- | --------------------------------- | ---- |
| 1.             | Eldridge Rojer                    | 12   |
| 2.             | Danny Schreurs                    | 9    |
| 3.             | Cecilio Lopes                     | 8    |
| 4.             | Erik Bakker                       | 7    |
| 4.             | Arne Slot                         | 7    |
| 6.             | Albert van der Haar               | 5    |
| 7.             | Ruud Kras                         | 3    |
| 7.             | Etiënne Reijnen                   | 3    |
| 7.             | Niek Vossebelt                    | 3    |
| 10.            | Gergö Beliczky                    | 2    |
| 11.            | Eric Botteghin                    | 1    |
| Eigen doelpunt |                                   |      |
| –              | Maarten Boddaert (RBC Roosendaal) | 1    |
| Totaal         | Totaal                            | 59   |

| #      | Naam           | Goal |
| ------ | -------------- | ---- |
| 1.     | Cecilio Lopes  | 1    |
| 1.     | Bram van Polen | 1    |
| Totaal | Totaal         | 2    |

| #      | Naam                | Goal |
| ------ | ------------------- | ---- |
| 1.     | Eric Botteghin      | 4    |
| 1.     | Danny Schreurs      | 4    |
| 3.     | Gergö Beliczky      | 3    |
| 4.     | Martin Guarino      | 2    |
| 4.     | Albert van der Haar | 2    |
| 4.     | Cees Keizer         | 2    |
| 4.     | Dominggus Lim-Duan  | 2    |
| Totaal | Totaal              | 19   |

### Kaarten
| #      | Naam                |    |
| ------ | ------------------- | -- |
| 1.     | Eric Botteghin      | 6  |
| 1.     | Niek Vossebelt      | 6  |
| 3.     | Said Bakkati        | 5  |
| 3.     | Diederik Boer       | 5  |
| 5.     | Erik Bakker         | 4  |
| 5.     | Etiënne Reijnen     | 4  |
| 5.     | Danny Schreurs      | 4  |
| 5.     | Arne Slot           | 4  |
| 9.     | Cecilio Lopes       | 3  |
| 9.     | Bram van Polen      | 3  |
| 11.    | Martin Guarino      | 2  |
| 11.    | Albert van der Haar | 2  |
| 11.    | Ruud Kras           | 2  |
| 11.    | Eldridge Rojer      | 2  |
| 15.    | Gergö Beliczky      | 1  |
| 15.    | Gillian Justiana    | 1  |
| 15.    | Zdenko Kaprálik     | 1  |
| 15.    | Cees Keizer         | 1  |
| 15.    | René Oosterhof      | 1  |
| 15.    | Dennis van der Wal  | 1  |
| Totaal | Totaal              | 58 |

| #      | Naam                |   |
| ------ | ------------------- | - |
| 1.     | Albert van der Haar | 1 |
| Totaal | Totaal              | 1 |

| #      | Naam          |   |
| ------ | ------------- | - |
| 1.     | Said Bakkati  | 1 |
| 1.     | Cees Keizer   | 1 |
| 1.     | Cecilio Lopes | 1 |
| Totaal | Totaal        | 3 |

### Punten per speelronde
| Speelronde | 1 | 2 | 3 | 4 | 5 | 6 | 7 | 8 | 9 | 10 | 11 | 12 | 13 | 14 | 15 | 16 | 17 | 18 | 19 | 20 | 21 | 22 | 23 | 24 | 25 | 26 | 27 | 28 | 29 | 30 | 31 | 32 | 33 | 34 | 35 | 36 | 37 | 38 |
| ---------- | - | - | - | - | - | - | - | - | - | -- | -- | -- | -- | -- | -- | -- | -- | -- | -- | -- | -- | -- | -- | -- | -- | -- | -- | -- | -- | -- | -- | -- | -- | -- | -- | -- | -- | -- |
| Punten     | 0 | 1 | 0 | 0 | 3 | 1 | 1 | 3 | 3 | 3  | 1  | 0  | 0  | 3  | 3  | 3  | 1  | 3  | *  | 3  | 0  | 3  | 3  | 3  | 3  | 0  | 3  | 3  | 1  | 0  | 1  | 0  | *  | 3  | 1  | 3  | 3  | 3  |

### Punten na speelronde
| Speelronde | 1 | 2 | 3 | 4 | 5 | 6 | 7 | 8 | 9  | 10 | 11 | 12 | 13 | 14 | 15 | 16 | 17 | 18 | 19 | 20 | 21 | 22 | 23 | 24 | 25 | 26 | 27 | 28 | 29 | 30 | 31 | 32 | 33 | 34 | 35 | 36 | 37 | 38 |
| ---------- | - | - | - | - | - | - | - | - | -- | -- | -- | -- | -- | -- | -- | -- | -- | -- | -- | -- | -- | -- | -- | -- | -- | -- | -- | -- | -- | -- | -- | -- | -- | -- | -- | -- | -- | -- |
| Punten     | 0 | 1 | 1 | 1 | 4 | 5 | 6 | 9 | 12 | 15 | 16 | 16 | 16 | 19 | 22 | 23 | 26 | 29 | *  | 32 | 32 | 35 | 38 | 41 | 44 | 44 | 47 | 50 | 51 | 51 | 52 | 52 | *  | 55 | 56 | 59 | 62 | 65 |

### Stand na speelronde
| Speelronde | 1   | 2   | 3   | 4   | 5   | 6   | 7   | 8   | 9   | 10 | 11  | 12  | 13  | 14  | 15  | 16 | 17  | 18 | 19 | 20 | 21 | 22 | 23 | 24 | 25 | 26 | 27 | 28 | 29 | 30 | 31 | 32 | 33 | 34 | 35 | 36 | 37 | 38 |
| ---------- | --- | --- | --- | --- | --- | --- | --- | --- | --- | -- | --- | --- | --- | --- | --- | -- | --- | -- | -- | -- | -- | -- | -- | -- | -- | -- | -- | -- | -- | -- | -- | -- | -- | -- | -- | -- | -- | -- |
| Stand      | 17e | 17e | 19e | 19e | 14e | 15e | 15e | 12e | 10e | 9e | 10e | 12e | 12e | 10e | 10e | 9e | 10e | 8e | 6e | 5e | 6e | 5e | 4e | 4e | 4e | 4e | 2e | 4e | 4e | 4e | 4e | 5e | 5e | 5e | 5e | 5e | 5e | 4e |

### Doelpunten per speelronde
| Speelronde | 1 | 2 | 3 | 4 | 5 | 6 | 7 | 8 | 9 | 10 | 11 | 12 | 13 | 14 | 15 | 16 | 17 | 18 | 19 | 20 | 21 | 22 | 23 | 24 | 25 | 26 | 27 | 28 | 29 | 30 | 31 | 32 | 33 | 34 | 35 | 36 | 37 | 38 | Totaal |
| ---------- | - | - | - | - | - | - | - | - | - | -- | -- | -- | -- | -- | -- | -- | -- | -- | -- | -- | -- | -- | -- | -- | -- | -- | -- | -- | -- | -- | -- | -- | -- | -- | -- | -- | -- | -- | ------ |
| Doelpunten | 0 | 0 | 1 | 3 | 3 | 2 | 0 | 1 | 2 | 2  | 0  | 0  | 1  | 3  | 3  | 2  | 1  | 1  | *  | 1  | 1  | 4  | 6  | 2  | 2  | 0  | 1  | 1  | 1  | 0  | 2  | 0  | *  | 3  | 0  | 4  | 2  | 3  | 59     |

- Geen punten en doelpunten toegekend na faillissement van HFC Haarlem.

## Mutaties

### Zomer

#### Aangetrokken
| Nr. | Nat. | Naam             | Van                | Type | Contract     | Transfersom | Bijzonderheid           |
| --- | ---- | ---------------- | ------------------ | ---- | ------------ | ----------- | ----------------------- |
| -   | NL   | Said Bakkati     | Go Ahead Eagles    | -    | 30-06-2010   | n.v.t.      | -                       |
| -   | HU   | Gergö Beliczky   | Vasas SC Boedapest | -    | 30-06-2010   | n.v.t.      | -                       |
| -   | AR   | Martin Guarino   | Boca Juniors       | -    | 30-06-2010   | n.v.t.      | -                       |
| -   | NL   | Gillian Justiana | Be Quick '28 (ama) | -    | -            | n.v.t.      | -                       |
| -   | NL   | Cees Keizer      | Vitesse            | -    | 30-06-2010   | n.v.t.      | Was gehuurd van Vitesse |
| -   | NL   | Ruud Kras        | FC Dordrecht       | -    | 30-06-2012   | n.v.t.      | -                       |
| -   | NL   | Cecilio Lopes    | sc Heerenveen      | -    | Op huurbasis | n.v.t.      | -                       |
| -   | NL   | René Oosterhof   | Jeugd              | -    | 30-06-2010   | n.v.t.      | -                       |
| -   | NL   | Eldridge Rojer   | Excelsior          | -    | 30-06-2010   | n.v.t.      | -                       |
| -   | NL   | Danny Schreurs   | Fortuna Sittard    | -    | 30-06-2011   | n.v.t.      | -                       |
| -   | NL   | Arne Slot        | Sparta Rotterdam   | -    | Op huurbasis | n.v.t.      | -                       |
| -   | NL   | Gieljan Tissingh | Jeugd              | -    | 30-06-2010   | n.v.t.      | -                       |
| -   | NL   | Niek Vossebelt   | Jeugd              | -    | 30-06-2010   | n.v.t.      | -                       |
| -   | NL   | Erik Wisse       | Jeugd              | -    | 30-06-2010   | n.v.t.      | -                       |

#### Afgetest
| Nat. | Naam           | Van           | Bijzonderheid |
| ---- | -------------- | ------------- | ------------- |
| ES   | David López    | FC Barcelona  | Afgetest      |
| BE   | Benjamin Lutun | KSV Roeselare | Afgetest      |

#### Vertrokken
| Nr. | Nat. | Naam                 | Naar                  | Type               | Transfersom | Wed. | Dlpt. |
| --- | ---- | -------------------- | --------------------- | ------------------ | ----------- | ---- | ----- |
| -   | AR   | Hugo Bargas          | De Graafschap         | Einde huurcontract | n.v.t.      | 16   | 4     |
| -   | NL   | Vincent van den Berg | Arsenal FC            | Einde huurcontract | n.v.t.      | 0    | 0     |
| -   | NL   | Derk Boerrigter      | RKC Waalwijk          | -                  | n.v.t.      | 63   | 11    |
| -   | NL   | Brandon Bonifacio    | SC Cambuur            | Einde huurcontract | n.v.t.      | 3    | 1     |
| -   | NL   | Eltjo Gnodde         | Go Ahead Kampen (ama) | -                  | n.v.t.      | 8    | 0     |
| -   | NL   | Roel de Graaff       | Haarlem               | -                  | n.v.t.      | 13   | 0     |
| -   | UY   | Javier Guarino       | Lokomotiv Plovdiv     | -                  | n.v.t.      | 24   | 5     |
| -   | NL   | Dave Huymans         | SC Cambuur            | -                  | n.v.t.      | 31   | 8     |
| -   | NL   | Marcel Kleizen       | Gestopt               | -                  | n.v.t.      | 41   | 10    |
| -   | NL   | Nick Kuipers         | FC Dordrecht          | Einde huurcontract | n.v.t.      | 15   | 0     |
| -   | NL   | Johan Plat           | FC Dordrecht          | -                  | n.v.t.      | 18   | 2     |
| -   | NL   | Robert Plat          | RKAV Volendam (ama)   | -                  | n.v.t.      | 1    | 0     |
| -   | NL   | Rob van der Sluijs   | Helmond Sport         | -                  | n.v.t.      | 36   | 0     |
| -   | NL   | Thomas Vossebelt     | VVOG (ama)            | -                  | n.v.t.      | 7    | 0     |

#### Statistieken transfers zomer
| Gekochte spelers | Verkochte spelers | Gehuurde spelers | Verhuurde spelers | Spelers terug van verhuurperiode | Spelers einde van huurperiode | Transfervrij aangetrokken spelers | Transfervrij vertrokken spelers | Doorgestroomde jeugdspelers |
| ---------------- | ----------------- | ---------------- | ----------------- | -------------------------------- | ----------------------------- | --------------------------------- | ------------------------------- | --------------------------- |
| 0                | 0                 | 2                | 0                 | 0                                | 4                             | 7                                 | 9                               | 4                           |

### Winter

#### Aangetrokken
| Nr. | Nat. | Naam                 | Van     | Type    | Contract | Transfersom | Bijzonderheid                               |
| --- | ---- | -------------------- | ------- | ------- | -------- | ----------- | ------------------------------------------- |
| -   | NL   | Jeffrey van den Berg | Haarlem | Amateur | -        | n.v.t.      | Kwam over na het faillissement van Haarlem. |

#### Vertrokken
| Nr. | Nat. | Naam           | Naar               | Type | Transfersom | Wed. | Dlpt. | Bijzonderheid                       |
| --- | ---- | -------------- | ------------------ | ---- | ----------- | ---- | ----- | ----------------------------------- |
| -   | HU   | Gergö Beliczky | Vasas SC Boedapest | -    | n.v.t.      | 15   | 2     | Contract ontbonden op 10 maart 2010 |

#### Statistieken transfers winter
| Gekochte spelers | Verkochte spelers | Gehuurde spelers | Verhuurde spelers | Spelers terug van verhuurperiode | Spelers einde van huurperiode | Transfervrij aangetrokken spelers | Transfervrij vertrokken spelers | Doorgestroomde jeugdspelers |
| ---------------- | ----------------- | ---------------- | ----------------- | -------------------------------- | ----------------------------- | --------------------------------- | ------------------------------- | --------------------------- |
| 0                | 0                 | 0                | 0                 | 0                                | 0                             | 1                                 | 1                               | 0                           |

## Voetnoten
AGOVV Apeldoorn ·
SC Cambuur ·
De Graafschap ·
FC Den Bosch ·
FC Dordrecht ·
FC Eindhoven ·
FC Emmen ·
Excelsior ·
Go Ahead Eagles ·
Helmond Sport ·
Haarlem ·
MVV ·
RBC Roosendaal ·
Telstar ·
TOP Oss ·
FC Volendam ·
FC Zwolle